# Ángel María
Ángel María (José Sánchez Rodríguez) (ur. 2 sierpnia 1918 w Pajares, zm. 18 sierpnia 1936 w Carabanchel) – hiszpański karmelita, męczennik i błogosławiony Kościoła katolickiego.

## Życiorys
José Sánchez Rodríguez urodził się 2 sierpnia 1918 roku. W 1934 roku wstąpił do zakonu karmelitów, a 15 września 1935 roku złożył śluby zakonne i otrzymał imię Ángel María. Po wybuchu wojny domowej w Hiszpanii zginął na cmentarzu Carabanchel. Beatyfikowany przez papieża Franciszka w grupie 522 męczenników 13 października 2013 roku.